# Thanatotheristes
Thanatotheristes („Thanatův plenitel“) byl rod velkého dravého dinosaura (teropoda) z čeledi Tyrannosauridae a podčeledi Tyrannosaurinae, který žil v období svrchní křídy (geologický věk kampán, asi před 79,5 miliony let) na území západu Severní Ameriky (Alberta v Kanadě). Představoval relativně blízkého příbuzného populárního druhu Tyrannosaurus rex, který žil o 13 milionů let později.

## Objev
Fosilie v podobě fragmentárně zachované lebky byly vykopány v sedimentech souvrství Foremost a nový taxon byl formálně popsán v lednu roku 2020.

## Popis
Thanatotheristes byl obří teropodní predátor, lovící pravděpodobně kachnozobé a rohaté dinosaury ve svých ekosystémech. Byl jakousi předzvěstí evolučního rozmachu vývojově pokročilých tyranosaurinů v pozdějších obdobích. Délka lebky holotypu činí asi 80 cm, což odpovídá celkové délce těla v rozmezí 6 až 8 metrů. Fylogenetická analýza prokázala, že se jednalo o blízkého vývojového příbuzného rodu Daspletosaurus, se kterým nyní tvoří nově stanovený klad (tribus) Daspletosaurini. Objev tohoto tyranosaurida výrazně doplňuje a zpřesňuje naše povědomí o biodiverzitě a paleogeografickém rozšíření tyranosauridů na západě Severní Ameriky.